# Бюлов (Кривиц)
Бюлов (нем. Bülow) — община в Германии, в земле Мекленбург-Передняя Померания.
Входит в состав района Пархим. Подчиняется управлению Кривиц. Население составляет 352 человека (на 31 декабря 2010 года). Занимает площадь 23,85 км².
Первое прямое упоминание села бодричанского Бюлов (Bulowe) относится к 1262 году. Косвенное упоминание, связанное с дворянским родом Бюловых — значительно старше. 4 июня 1229 года рыцарь Готфрид фон Бюлов (Gottfried von Bülow, Godofridus de Bulowe) из церковного округа Рена (Rehna) был назван в качестве свидетеля коммерческой сделки князя Иоганна Мекленбургского из династии Никлотовичей. По всей видимости, Бюловы имеют (подобно Никлотовичам) местное, бодричанское происхождение.
Топоним Кривиц имеет несомненную связь со славянским племенем кривичей, диаспора которого могла проживать в Бодрии-Мекленбурге.